# 酷寶：魔弦傳說獲獎與提名列表
《酷寶：魔弦傳說》是一部於2016年上映的美國3D定格動畫電影，由崔維斯·奈特執導，馬克·海姆斯（Marc Haimes）與克里斯·巴特勒編劇，主要配音員包含亞特·帕金森、莎莉·賽隆、雷夫·范恩斯、魯妮·瑪拉、喬治·武井與馬修·麥康納等人。該片由萊卡公司製作，劇情主要講述一名日本的小男孩酷寶（Kubo，帕金森配音）尋找傳說中的劍、胸甲及頭盔的旅程。
《酷寶：魔弦傳說》於2016年7月8日在耶路撒冷影展上首映，並於8月19日開始在美國院線發行，全球票房超過7,450萬美元。影評匯總網站爛蕃茄收集的188篇影評中，有97%給予該片好評，而另一網站Metacritic則根據38篇影評，給出了84分的評價。
本列表列出33個獎或影展給予本片的50個獎項提名。《酷寶：魔弦傳說》獲奧斯卡最佳動畫片獎及最佳視覺效果獎提名，並入圍了1項華盛頓特區影評人協會獎（贏得1項）、1項評論家選擇電影獎、1項達拉斯—沃斯堡影評人協會獎、2項芝加哥影評人協會獎（贏得1項）、1項國家評論協會獎（贏得1項）、1項金球獎、10項安妮獎（贏得3項）、1項英國電影學院獎（贏得1項）及1項衛星獎等。

## 榮譽
註：此處僅列出主流獎項，並按照頒獎時間順序排列。
| 獎名                      | 頒獎日期       | 獎項                               | 入圍者                                                                                          | 結果  | 來源                 |
| ------------------------- | -------------- | ---------------------------------- | ----------------------------------------------------------------------------------------------- | ----- | -------------------- |
| 華盛頓特區影評人協會獎    | 2016年12月5日  | 最佳動畫長片                       | 《酷寶：魔弦傳說》                                                                              | 獲獎  | [ 6 ]                |
| 紐約線上影評人協會獎      | 2016年12月11日 | 最佳動畫電影                       | 《酷寶：魔弦傳說》                                                                              | 獲獎  | [ 7 ]                |
| 波士頓影評人協會獎        | 2016年12月11日 | 最佳動畫電影                       | 《酷寶：魔弦傳說》                                                                              | 提名  | [ 8 ]                |
| 多倫多影評人協會獎        | 2016年12月11日 | 最佳動畫電影                       | 崔維斯·奈特                                                                                     | 亞軍  | [ 9 ]                |
| 評論家選擇電影獎          | 2016年12月11日 | 最佳動畫長片                       | 《酷寶：魔弦傳說》                                                                              | 提名  | [ 10 ]               |
| 舊金山影評人協會獎        | 2016年12月11日 | 最佳動畫長片                       | 《酷寶：魔弦傳說》                                                                              | 提名  | [ 11 ] [ 12 ]        |
| 聖地牙哥影評人協會獎      | 2016年12月12日 | 最佳動畫電影                       | 《酷寶：魔弦傳說》                                                                              | 獲獎  | [ 13 ] [ 14 ]        |
| 達拉斯—沃斯堡影評人協會獎 | 2016年12月13日 | 最佳動畫電影                       | 《酷寶：魔弦傳說》                                                                              | 提名  | [ 15 ]               |
| 芝加哥影評人協會獎        | 2016年12月15日 | 最佳動畫電影                       | 《酷寶：魔弦傳說》                                                                              | 獲獎  | [ 16 ] [ 17 ]        |
| 芝加哥影評人協會獎        | 2016年12月15日 | 最具前途的電影人                   | 崔維斯·奈特                                                                                     | 提名  | [ 16 ] [ 17 ]        |
| 聖路易斯影評人協會獎      | 2016年12月18日 | 最佳動畫電影                       | 《酷寶：魔弦傳說》                                                                              | 亞軍  | [ 18 ]               |
| 女性影評人協會獎          | 2016年12月19日 | 最佳家庭電影                       | 《酷寶：魔弦傳說》                                                                              | 提名  | [ 19 ]               |
| 女性電影記者聯盟獎        | 2016年12月21日 | 最佳動畫電影                       | 《酷寶：魔弦傳說》                                                                              | 提名  | [ 20 ] [ 21 ]        |
| 佛羅里達影評人協會獎      | 2016年12月23日 | 最佳動畫電影                       | 《酷寶：魔弦傳說》                                                                              | 獲獎  | [ 22 ]               |
| 奧斯汀影評人協會獎        | 2016年12月28日 | 最佳動畫電影                       | 《酷寶：魔弦傳說》                                                                              | 獲獎  | [ 23 ] [ 24 ]        |
| 喬治亞影評人協會獎        | 2017年1月      | 最佳動畫電影                       | 崔維斯·奈特                                                                                     | 提名  | [ 25 ]               |
| 線上影評人協會獎          | 2017年1月3日   | 最佳動畫長片                       | 《酷寶：魔弦傳說》                                                                              | 獲獎  | [ 26 ]               |
| 國家評論協會獎            | 2017年1月4日   | 最佳動畫電影                       | 《酷寶：魔弦傳說》                                                                              | 獲獎  | [ 27 ]               |
| 休斯頓影評人協會獎        | 2017年1月6日   | 最佳動畫長片                       | 《酷寶：魔弦傳說》                                                                              | 獲獎  | [ 28 ] [ 29 ]        |
| 鄉村之聲電影投票獎        | 2017年1月6日   | 最佳動畫長片                       | 《酷寶：魔弦傳說》                                                                              | 獲獎  | [ 30 ]               |
| 金球獎                    | 2017年1月8日   | 最佳動畫長片                       | 《酷寶：魔弦傳說》                                                                              | 提名  | [ 31 ]               |
| 金番茄獎                  | 2017年1月12日  | 年度最佳廣泛發行電影               | 《酷寶：魔弦傳說》                                                                              | 第8名 | [ 32 ]               |
| 金番茄獎                  | 2017年1月12日  | 年度最佳動畫長片                   | 《酷寶：魔弦傳說》                                                                              | 第3名 | [ 32 ]               |
| ACE艾迪獎                 | 2017年1月27日  | 最佳動畫長片剪輯                   | 克里斯多夫·莫瑞（Christopher Murrie）                                                                             | 提名  | [ 33 ]               |
| 美國製片人協會獎          | 2017年1月28日  | 最佳動畫電影                       | 崔維斯·奈特與艾莉安娜·薩特納（Arianne Sutner）                                                                | 提名  | [ 34 ]               |
| 安妮獎                    | 2017年2月4日   | 最佳動畫長片                       | 《酷寶：魔弦傳說》                                                                              | 提名  | [ 35 ]               |
| 安妮獎                    | 2017年2月4日   | 最佳動畫效果                       | 大衛·霍斯利（David Horsley）、艾瑞克·沃特曼（Eric Wachtman）、提姆·寇茲札夫（Timur Khodzhaev）、丹尼爾·萊瑟戴爾（Daniel Leatherdale）與特倫斯·湯姆柏格（Terrance Tomberg） | 提名  | [ 35 ]               |
| 安妮獎                    | 2017年2月4日   | 最佳角色動畫                       | 珍·馬斯（Jan Maas）                                                                                     | 獲獎  | [ 35 ]               |
| 安妮獎                    | 2017年2月4日   | 最佳動畫片角色設計                 | 夏儂·廷德爾                                                                                     | 提名  | [ 35 ]               |
| 安妮獎                    | 2017年2月4日   | 最佳動畫片導演                     | 崔維斯·奈特                                                                                     | 提名  | [ 35 ]               |
| 安妮獎                    | 2017年2月4日   | 最佳動畫片藝術執導                 | 尼爾森·洛瑞（Nelson Lowry）、崔佛·達爾默（Trevor Dalmer）、奧古斯托·浩爾（August Hall）與伊恩·麥克納馬拉（Ean McNamara）                        | 獲獎  | [ 35 ]               |
| 安妮獎                    | 2017年2月4日   | 最佳動畫片分鏡圖                   | 馬克·加西亞（Mark Garcia）                                                                                 | 提名  | [ 35 ]               |
| 安妮獎                    | 2017年2月4日   | 最佳動畫片配音員                   | 亞特·帕金森                                                                                     | 提名  | [ 35 ]               |
| 安妮獎                    | 2017年2月4日   | 最佳動畫片編劇                     | 馬克·海姆斯（Marc Haimes）與克里斯·巴特勒                                                                  | 提名  | [ 35 ]               |
| 安妮獎                    | 2017年2月4日   | 最佳動畫片剪輯                     | 克里斯多夫·莫瑞                                                                                 | 獲獎  | [ 35 ]               |
| AARP電影獎                | 2017年2月6日   | 對於不想長大的成年人而言的最佳電影 | 《酷寶：魔弦傳說》                                                                              | 獲獎  | [ 36 ] [ 37 ]        |
| 視覺效果學會獎            | 2017年2月7日   | 最佳視覺效果（動畫長片）           | 史蒂夫·愛默生、崔維斯·奈特、布瑞德·薛夫與艾莉安娜·薩特納                                        | 獲獎  | [ 38 ]               |
| 視覺效果學會獎            | 2017年2月7日   | 最佳動畫展現（動畫長片）           | 酷寶（Kubo）——亞當·勞德斯（Adam Lawthers）、傑夫·萊利（Jeff Riley）、傑瑞米·史貝克（Jeremy Spake）與伊恩·惠特拉克（Ian Whitlock）                  | 提名  | [ 38 ]               |
| 視覺效果學會獎            | 2017年2月7日   | 最佳動畫展現（動畫長片）           | 猴大師（Monkey）——安迪·貝利（Andy Bailey）、傑西卡·林恩（Jessica Lynn）、金·史雷特（Kim Slate）與多布林·亞涅夫（Dobrin Yanev）                    | 提名  | [ 38 ]               |
| 視覺效果學會獎            | 2017年2月7日   | 最佳動畫建構場景（動畫長片）       | 半藏（Hanzo）的堡壘——菲爾·布拉德頓（Phil Brotherton）、艾蜜莉·格林（Emily Greene）、尼克·馬里亞納（Nick Mariana）與喬·史崔瑟（Joe Strasser）            | 提名  | [ 38 ]               |
| 視覺效果學會獎            | 2017年2月7日   | 最佳動畫建構場景（動畫長片）       | 海浪——大衛·霍斯利、孝久保田（Takashi Kuboto）、丹尼爾·萊瑟戴爾與艾瑞克·沃特曼                                 | 提名  | [ 38 ]               |
| 視覺效果學會獎            | 2017年2月7日   | 最佳擬真效果（動畫長片）           | 水——大衛·霍斯利、提姆·寇茲札夫、彼得·史都瑞（Peter Stuary）與特倫斯·湯姆柏格                                | 提名  | [ 38 ]               |
| 英國電影學院獎            | 2017年2月12日  | 最佳動畫電影                       | 《酷寶：魔弦傳說》                                                                              | 獲獎  | [ 39 ]               |
| 電影音效學會獎            | 2017年2月18日  | 最佳動畫混音                       | 提姆·曹（Tim Chau）、提姆·勒布朗克（Tim LeBlanc）、達倫·曼恩（Darrin Mann）、卡洛斯·索托隆戈（Carlos Sotolongo）與尼克·瓦拉吉（Nick Wollage）             | 提名  | [ 40 ]               |
| 衛星獎                    | 2017年2月19日  | 最佳動畫或混合媒體                 | 《酷寶：魔弦傳說》                                                                              | 提名  | [ 41 ]               |
| 服裝設計師協會獎          | 2017年2月21日  | 最佳服裝設計（奇幻電影）           | 黛博拉·庫克（Deborah Cook）                                                                                 | 提名  | [ 42 ]               |
| 奧斯卡金像獎              | 2017年2月26日  | 最佳動畫長片                       | 《酷寶：魔弦傳說》                                                                              | 提名  | [ 43 ] [ 44 ] [ 45 ] |
| 奧斯卡金像獎              | 2017年2月26日  | 最佳視覺效果                       | 史蒂夫·愛默生、奧利佛·瓊斯、布萊恩·麥克連與布瑞德·薛夫                                          | 提名  | [ 43 ] [ 44 ] [ 45 ] |
| 帝國獎                    | 2017年3月19日  | 最佳動畫電影                       | 《酷寶：魔弦傳說》                                                                              | 提名  | [ 46 ] [ 47 ]        |
| 雷·布雷德伯里奖           | 2017年5月20日  |                                    | 馬克·海姆斯、克里斯·巴特勒與崔維斯·奈特                                                         | 提名  | [ 48 ]               |

## 外部連結
- 網際網路電影資料庫（IMDb）上的《酷寶：魔弦傳說》獲獎列表 （页面存档备份，存于）（英文）